# 서형원
서형원(徐炯源, 1968년 9월 28일 ~ )은 서울 수유동 출신의  대한민국 정치인 겸 사업가이다. 1987년 서울대학교 경제학과에 진학하였고 육군병장으로 만기 제대하였다. 1996년 10월부터 경기도 과천시에 거주하며 과천환경운동연합 운영위원, 창립 회원 등으로 활동하였으며, 2006년 제5대 과천시의회 의원으로 당선되었다. 2010년 27%(4,600여 표)로 역대 최다 득표로 재선에 성공하였고, 과천시의회 의장을 역임했다. 2014년 과천시장 선거에 정의당 황순식 예비후보와 단일화 과정을 거쳐 출마하였으나 신계용에게 패배하였다. 현재 과천에서 주점 '별주막'을 운영하고 있다.

## 학력
- 서울쌍문초등학교 졸업 (1981)
- 서울 보인중학교 졸업 (1984)
- 서울 배명고등학교 졸업 (1987)
- 서울대학교 경제학과 입학 (1987), 졸업 (1992)
- 서울대학교 환경대학원 환경계획학과 석사과정 수료 (1999-2001)

## 경력
- 2006.07 ~ 2010.06 제5대 경기도 과천시의회 의원
- 2010.07 ~ 2014.06 제6대 경기도 과천시의회 의원
- 2010.07 ~ 2012.07 제6대 경기도 과천시의회 전반기 의장
- 녹색당 풀뿌리정치지원단 단장 (2013~2014)
- 과천시의회 지속가능도시비전특별위원회 위원장 (2012~2014)
- 환경운동연합 중앙사무처 정책기획실장 (94~2003)
- 일본 "피폭 56주년 원자폭탄, 수소폭탄 금지 세계대회" 4개 도시 강연 (2001)
- EBS 교육방송 <서형원의 환경칼럼> 집필, 출연 (98-99)
- <장학퀴즈> 출제위원

## 수상
- 한국의 미래를 열어갈 100인 정치분야 11인 선정 (한겨레 2004)
- KBS 추적 60분, MBC PD수첩 지방자치 모범사례 (2010)
- 지방의회 혁신 "새로운 시도 상" 수상 (경향신문 2011)
- 경기도 장애인정책 우수의원 선정 (2009)

## 저서
- 공저 "행복하려면, 녹색" (2013, 이매진)
- 공저 "지방자치 가이드북 : 지방자치 알아야 제대로 할 수 있다" (2010, 모티브북)
- 공저 "저성장 시대의 도시정책" (2010, 한울)
- 공저 "대안은 없는가? - 21세기 한국 정치의 진로" (1995, 두리미디어)
- 역서 "생명신호 2000" Vital Signs 2000, Worldwatch Institute (2000, 도요새)
- 공역 "바이탈사인 2001" Vital Sign 2001, Worldwatch Institute (2001, 도요새)
- 논문 '기후변화, 에너지 체제 전환, 녹색운동', "20세기 딛고 뛰어넘기" (2000, 나남출판사)
- 논문 '새만금 간척사업은 전북도민에게 무엇을 가져다주나?' (2001, "환경과 공해")
- 논문 '착취적 개발에서 인간?생태공동체의 대안적 발전으로' (2002, 한국생명윤리학회 학회지 "생명윤리" 제3권 제1호)
- 논문 '녹색정치 : 개발정치와 시장독재를 넘어' (2003, "계간 환경과 생명" 37호)
- 논문 '우리 시대의 진보와 초록정치', "2004 한반도 생태환경보고서" (2004, 도서출판 환경과 생명)

## 역대 선거 결과
|  | 17.95% |

|  | 26.78% |

|  | 19.25% |